# Lucien Haudebert
Lucien Haudebert (né à Fougères le 10 avril 1877 et mort à Paris 16e le 24 février 1963) est un compositeur français de musique classique, fortement identifié à son héritage breton.

## Biographie
Lucien Louis Jean Haudebert est issu d’une vieille famille de Fougères, en Ille-et-Vilaine. Son père est un industriel de la chaussure. Il a reçu ses premiers cours de musique à l'âge de 5 ans de l'organiste local de l'église Saint-Léonard et a pu jouer son premier prélude de Bach à l'âge de 7 ans. Il a étudié la philosophie dans un collège de Laval et a ensuite obtenu un diplôme d'études commerciales (diplôme des Hautes Études Commerciales), selon les désirs de son père. Il passe son service militaire à Vitré jusqu'en septembre 1900.
Musicalement largement autodidacte, il s'est ensuite rendu à Paris contre la volonté de ses parents où il a fait la connaissance de Gabriel Fauré, alors organiste à l'église de la Madeleine, auprès duquel il a reçu des cours particuliers, écourtés par ses problèmes de santé. Lui-même catholique, il épousa une protestante, Marie Collet (1879-1958), à Paris en 1907, poète, parolière des chansons et des pièces chorales de son mari. Haudebert a participé à la Première Guerre mondiale, quittant l'armée comme lieutenant. Il a passé la plupart de sa vie à Paris où il est mort en 1963.

## Musique
La force de la musique de Haudebert réside dans son inventivité mélodique et sa singularité. Bien qu'il a créé de nombreuses œuvres pour orchestre et de la musique de chambre, sa musique vocale et chorale est considérée comme sa principale réalisation. Son plus grand succès fut l'oratorio Dieu vainqueur pour solistes, chœur mixte, orgue et orchestre, donné avec six-cents participants en décembre 1927 à Mannheim, en Allemagne.
Harmoniquement conservateur, il écrit dans un style romantique tardif, souvent coloré par la musique folklorique bretonne, notamment dans sa musique instrumentale. Il a été membre de l'Association des Compositeurs Bretons et a souvent participé à des événements culturels bretons à Paris.
Il a reçu le Prix Paul Dukas en 1945. Il était l'ami personnel de plusieurs autres compositeurs bretons ainsi que des compositeurs Ernest Bloch et Swan Hennessy et de l'écrivain Romain Rolland.

## Sélection d'œuvres

### Musique vocale
- 1898 : La Rose et les papillons, chanson
- 1916 : Dieu vainqueur, op. 15 pour soli, chœur, orgue, orchestre
- 1921 : 
  - Dans la maison , chansons
  - Huit chants intimes, chansons
- 1921/1922 : 
  - Églogue, pour voix, flûte, piano
  - Gethsémani, pour voix, violon, orgue
- 1923 : 
  - Ma lande au grand soleil, pour chœur
- 1924 : Le Cahier d'Élisabeth, chansons
- 1925 : 
  - Chant de Pâques, op. 23, pour soli, chœur, orgue, orchestre
  - Trois Évocations, pour voix, flûte, quatuor à cordes
- 1926 : Nativité, op. 25, pour soli, chœur, orgue, piano
- 1927 : Ode à la musique, op. 28, pour chœur de femmes et orchestre
- 1928 : 
  - Moïse, op. 29, pour baryton solo, chœur, orchestre
- 1934 : 
  - Ubi caritas, pour deux voix et orgue
  - Chants funèbres, op. 45, chansons
- 1936 : Chants spirituelles, op. 42, chansons
- 1939 : Cantique à sainte Thérèse, op. 47 pour voix et piano ou orgue
- 1943 : Nocturne Été, Op. 57, chanson
- 1948 : Te Deum, op. 59 pour soli, chœur, orgue, orchestre

- Requiem, op. 31  pour soli, chœur, orgue, orchestre (non daté, non publié)

### Musique orchestrale
- 1921 : La Sacrifice d'Abraham, op. 11, poème symphonique
- 1926 : La Fille de Jephté, op. 27, poème symphonique
- 1936 : Symphonie bretonne, op. 44
- 1937 : Le Rêve inachevé, op. 49, musique fortuite
- 1938 : Saint Louis, op. 50, musique fortuite
- 1943 : Poème celtique, op. 56, pour violon et orchestre
- 1944 : Jeanne d'Arc de Domrémy, op. 58, musique fortuite
- 1956 : Rapsodie celtique, op. 64, pour orchestre à vent

### Musique de chambre
- 1931 : Bienvenue à Claudie, op. 9, pour quatuor à cordes
- 1920 : 
  - Berceuses pour violon et piano
  - Prélude et variation pour violon et piano
- Voyages en Bretagne, 9 Pièces symphoniques, op. 55 (non daté)

### Musique pour piano
- 1924 : Cinq petites pièces
- 1928/1930 : Le Cahier d'Eve, op. 30

## Source
- (en) Cet article est partiellement ou en totalité issu de l’article de Wikipédia en anglais intitulé « Lucien Haudebert » (voir la liste des auteurs).